# 541132 Leleākūhonua
541132 Leleākūhonua (designação provisória: 2015 TG387) é um objeto transnetuniano extremo e sednoide que está localizado na parte mais externa do Sistema Solar. Ele possui uma magnitude absoluta de 5,5 e tem um diâmetro estimado de 110+14
−10 quilômetros.

## Descoberta e nome
541132 Leleākūhonua foi descoberto no dia 13 de outubro de 2015 pelos astrônomos David Tholen, Scott Sheppard e Chad Trujillo, por meio do Observatório de Mauna Kea, no Havaí. O objeto foi o terceiro sednoide descoberto, depois de Sedna e 2012 VP113.
Devido a data de descoberta de 2015 TG387 ter ocorrido perto do Halloween e das letras em sua designação provisória, o objeto foi informalmente apelidado de "The Goblin" por seus descobridores. Posteriormente o objeto nomeado de Leleākūhonua, comparando sua órbita ao voo da tarambola-dourada-siberiana.

## Órbita
A órbita de 541132 Leleākūhonua tem uma excentricidade de 0,93997 e possui um semieixo maior de 1085 UA. O seu periélio leva o mesmo a uma distância de 65,16 UA em relação ao Sol e seu afélio a 2106 UA.